# Thambetochen xanion
Thambetochen xanion — вимерлий вид нелітаючих качок, що існував в доісторичний період на Гаваях. Вимер після заселення островів людьми.

## Історія досліджень
Вид був описаний у 1991 році з субфосильного матеріалу, зібраного Сторсом Олсоном, Гелен Джеймс, Акі Сіното та Еріком Коморі з Барберс-Пойнт на острові Оаху. Рештки птаха також були знайдені на вершині гори Улупау на тому ж острові. Видовий епітет походить від грецького xanion («гребінець»), що стосується кісткових зубоподібних виступів на щелепах. Він був меншим і менш міцним, ніж його єдиний родич Thambetochen chauliodous.